# Halina Krüger-Syrokomska
Halina Krüger-Syrokomska (ur. 30 maja 1938 w Warszawie, zm. 30 lipca 1982) – polska historyk sztuki, alpinistka i himalaistka. 

## Życiorys

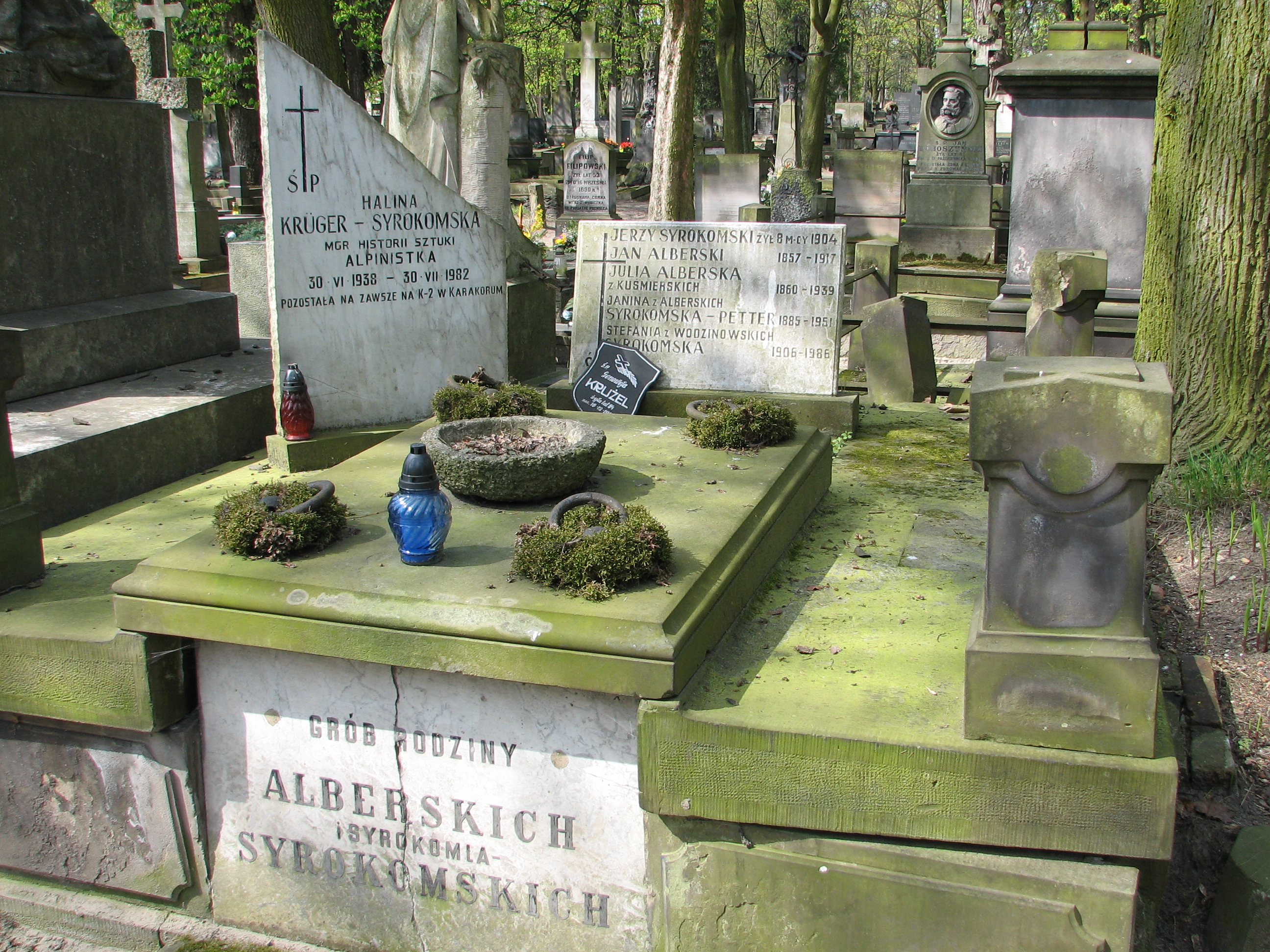
Symboliczny grób Haliny Krüger-Syrokomskiej na cmentarzu Powązkowskim w Warszawie

Urodziła się 30 maja 1938 w Warszawie. Biologiczni rodzice Haliny oraz jej babcia zginęli w czasie II wojny światowej, podczas nalotów na Warszawę. Adoptowali ją kuzynka Maria Krueger z mężem Henrykiem. 
Ukończyła historię sztuki na Uniwersytecie Warszawskim. Pracowała jako zastępca redaktora naczelnego w miesięczniku „Fotografia”, później w Wydawnictwach Artystycznych i Filmowych, a następnie kierowała redakcją literatury pięknej Młodzieżowej Agencji Wydawniczej w Warszawie. 
Jedna z najwybitniejszych polskich taterniczek, alpinistek, himalaistek. Od 1960 była inicjatorką przechodzenia trudnych dróg taternickich, w zespołach czysto kobiecych, m.in. południową ścianę Zamarłej Turni w Tatrach. Przygodę z górami wysokimi rozpoczęła w 1970 wyprawą Klubu Wysokogórskiego w Pamir, zdobywając Pik Lenina. Od początku za cel postawiła sobie propagowanie alpinizmu kobiecego i przechodzenia coraz trudniejszych dróg w czysto żeńskich zespołach. W 1975 roku jako pierwsza Europejka stanęła na Gaszerbrumie II, wchodząc nań w duecie z Anną Okopińską. Przez pewien czas jej partnerką wspinaczkową była Wanda Rutkiewicz. 
Była czynną działaczką Warszawskiego Klubu Wysokogórskiego, którego w 1974 została wiceprezesem, a następnie prezesem. Równocześnie pełniła różne funkcje w PZA. Publikowała opowiadania swojego autorstwa w „Taterniku”, „Wierchach”, itp. 
Od 11 lutego 1961 była żoną Janusza Syrokomskiego, działacza społecznego, z którym miała córkę Mariannę (ur. 1971). 
Zmarła w czasie kobiecej wyprawy na K2 w 1982, w obozie II na Żebrze Abruzzi. Przyczyną śmierci był prawdopodobnie obrzęk mózgu spowodowany chorobą wysokościową lub zator tętnicy płucnej. Ciało pochowano w szczelinie skalnej przy Kopcu Gilkeya, symbolicznym cmentarzysku pod K2. Symboliczny grób znajduje się na cmentarzu Powązkowskim w Warszawie (kwatera 32 wprost-1-37,38).

## Osiągnięcia
- 1960 – Kant i Klasyczna Zamarłej (pierwsze przejście kobiece po tragicznej śmierci sióstr Skotnicówien), Kant Mnicha z Danutą Topczewską-Baranowską
- 1961 – Droga Stanisławskiego na północnej ścianie Kieżmarskiego Szczytu z Danutą Topczewską-Baranowską
- 1962 – pierwsze przejścia kobiece Wariantu R na Mnichu z Janką Zygadlewicz oraz drogi Długosza na płn-wsch. ścianie Kazalnicy z Wandą Błeszyńską-Łącką
- 1967 – wschodnia ściana Aiguille du Grépon (3482 m), pierwsze przejście kobiece

- 1968 – wejście na wschodni filar Trollryggenu w Norwegii (z Wandą Rutkiewicz); pierwsze przejście kobiece, siódme w ogóle
- 1969 – pierwsze zimowe przejście drogi Łąckiego na Małą Wołową Szczerbinę
- 12 sierpnia 1975 – wejście na Gaszerbrum II (z Anną Okopińską) - pierwsze w historii wejście na ośmiotysięcznik w wyłącznie kobiecym składzie

## Odznaczenia
- Złoty Medal za Wybitne Osiągnięcia Sportowe
- Odznaka honorowa „Za Zasługi dla Warszawy”

Źródło:.

## Upamiętnienie
- W 2010 powstała Fundacja Rozwoju Sportu Wspinaczkowego im. Haliny Krüger Syrokomskiej.
- Anna Kamińska Halina. Opowieść o himalaistce Halinie Krüger-Syrokomskiej. Kraków: Wydawnictwo Literackie, 2019 ISBN 978-83-08-06807-6.